# Mortsel Stars
 (avril 2020).
Uniformes
Les Mortsel Stars sont un club de baseball situé à Mortsel, en Belgique. Il compte 150 joueurs.

## Histoire
Le club nait en 1950 à Berchem sous le nom de Berchem Cristals. Dès 1951 il participe à des compétitions, puis parvient à conquérir le titre national en 1960. En 1965 le club doit quitter son terrain à cause de la construction du périphérique d'Anvers. En 1972 le club change son nom en Berchem Stars. Au début des années 1980 le club connaît son apogée et remporte le championnat de Belgique trois fois de suite. Il trouve alors un nouveau terrain, puis construit son siège en 1983. La même le club change encore de nom pour prendre celui qu'il utilise encore. En 2000 il obtient le titre de Koninklijk(Royal). La même année il devient à nouveau champion de Belgique. À partir de 2002 le club décline, et décide donc de se concentrer sur les jeunes

## Palmarès
- Champion de Belgique: 1960, 1980, 1981, 1982, 2000.